# Стальная хватка
«Стальная хватка» (англ. The Iron Claw) — художественный фильм режиссёра Шона Дуркина. Фильм основан на биографии рестлера Кевина фон Эриха и его семьи. Главные роли фильме исполнили Зак Эфрон, Лили Джеймс, Харрис Дикинсон и Мора Тирни. Премьера в США состоялась 22 декабря 2023 года, в России 4 января 2024 года.

## Сюжет
В 1979 году рестлер — чемпион Техаса National Wrestling Alliance (NWA) в тяжёлом весе — Кевин фон Эрих переживает, что его отец, владелец промоушна World Class Championship Wrestling (WCCW) Джек «Фриц» фон Эрих, отпугивает его младшего брата Майка от музыкальных амбиций. Их брат Дэвид дебютирует на ринге вместе с Кевином в матче против Брюзера Броуди и Джино Эрнандеса, где Кевин знакомится и завязывает отношения с девушкой по имени Пэм. Он рассказывает ей о «проклятии фон Эрихов», которое в детстве погубило его старшего брата Джека-младшего, якобы вызванном тем, что Фриц сменил свою фамилию с Адкиссон на фамилию матери, в семье которой постоянно происходили трагедии.
Кевин сражается с чемпионом мира NWA в тяжёлом весе Харли Рейсом, чтобы стать претендентом на чемпионский титул, но его жёстко избивают, и он побеждает только тогда, когда Рейс нападает на рефери и его дисквалифицируют. Разочарованный Фриц приходит в восторг, когда Дэвид проявляет природный талант к шоуменству, разгромив в речи Рейса. Бойкот летних Олимпийских игр 1980 года разрушает надежды брата фон Эриха Керри на участие в соревнованиях по метанию диска, и он возвращается домой. Фриц заставляет его бороться вместе с Кевином и Дэвидом, а Пэм помогает парням привезти Майка на концерт вопреки нежеланию его родителей.
В 1983 году трио побеждает команду «Потрясающие вольные птицы» и завоёвывает титул командных чемпионов мира NWA среди трио, а Фриц вызывает Дэвида вместо Кевина на бой с действующим чемпионом мира — Риком Флэром. Кевин и Пэм женятся, и на свадьбе он сообщает Дэвиду, который плохо себя чувствует, что скоро станет отцом. За неделю до матча Дэвид, находясь на гастролях в Японии, умирает от энтерита. Кевин и Керри вызываются сразиться с Флэром вместо него, и Керри выбирают путём подбрасывания монетки, он побеждает Флэра и выигрывая титул. По-прежнему подавленный, выпив пива, он отправляется кататься на мотоцикле и в результате несчастного случая теряет правую ногу.
Кевин начинает тренировать Майка, который во время матча сильно травмирует плечо и во время операции впадает в кому, вызванную токсическим шоком. Опасаясь проклятия, Кевин просит сменить своему новорожденному сыну, Россу, фамилию с фон Эрих на Адкиссон. Майк выходит из комы с повреждением мозга, но когда Фриц заставляет его вернуться на ринг, он совершает самоубийство, а Кевин начинает отдаляться от Пэм и Росса. Убитый горем, Кевин всё же сражается с Флэром за чемпионский титул, но его дисквалифицируют, когда он игнорирует рефери и слишком долго держит Флэра фирменным приёмом «Железный коготь».
Керри остаётся единственным выступающим фон Эрихом, он борется с протезом ноги, а Фриц поручает Кевину руководить WCCW, а сам сосредоточивается на жизни с Пэм и внуками — Россом и Маршаллом. Керри дарит Фрицу на Рождество пистолет, но расстраивается, когда тот убирает его, а не пробует пострелять, а позднее звонит Кевину и говорит, что постоянное присутствие проклятия заставило его задуматься о самоубийстве. Он бросает трубку прежде, чем Кевин успевает узнать его местоположение. Тогда Кевин звонит Фрицу и просит о помощи. Кевин приезжает в дом фон Эрихов на следующее утро как раз в то время, чтобы услышать, как Керри совершает самоубийство с помощью пистолета, и в ярости душит Фрица. В загробной жизни Керри оставляет монету, которая решила, что он встретится с Флэром, и воссоединяется с Майком (с гитарой), Дэвидом (с чемпионским поясом) и Джеком-младшим (в образе маленького мальчика, которым он был в момент смерти).
Через некоторое время Кевин продаёт WCCW Джерри Джарретту. Его мать отказывается от обязанностей домохозяйки ради своего хобби — живописи — и планирует развестись с Фрицем, а Пэм снова беременна. Кевин плачет, наблюдая за игрой своих сыновей в американский футбол, и говорит им, что скучает по братьям, когда те пытаются его утешить. Они обещают быть ему братьями, и он встаёт и играет с ними.
В текстовом эпилоге рассказывается о том, что в 2009 году фон Эрихов включили в Зал славы WWE, а Кевин и Пэм купили ранчо на Гавайях, где их большая семья живёт и по сей день.

## В ролях
- Зак Эфрон — Кевин фон Эрих
- Лили Джеймс — Пэм Адкиссон
- Харрис Дикинсон — Дэвид фон Эрих
- Мора Тирни — Дорис фон Эрих
- Холт Маккэллани — Фриц фон Эрих
- Джереми Аллен Уайт — Керри фон Эрих
- Стэнли Саймонс — Майк фон Эрих
- Максвелл Джейкоб Фридман — Лэнс фон Эрих
- Каззи Луис Серегино — Брюзер Броуди
- Чаво Герреро-младший — Эдвард «Шейх» Фархат
- Райан Немет — Джино Эрнандес
- Кевин Антон — Харли Рейс
- Брэди Пирс — Майкл Хейс
- Аарон Дин Айзенберг — Рик Флэр

## Производство
В июне 2022 года стало известно, что режиссёром будущего фильма выступит Шон Дуркин, а Зак Эфрон исполнит главную роль. В сентябре 2022 года было объявлено, что Джереми Аллен Уайт и Харрис Дикинсон вошли в актёрский состав, причём Уайт, Дикинсон и Эфрон будут играть братьев фон Эрих. Тесса Росс, Деррин Шлезингер и Харрисон Хаффман выступят продюсерами фильма. В октябре 2022 года стало известно, что к проекту присоединились Холт Маккэлланни, Мора Тирни и Лили Джеймс.
Съёмки начались в Батон-Руже в 2022 году, Эфрон был замечен на съёмочной площадке в хорошей физической форме, чтобы соответствовать телосложению рестлера. Кевин фон Эрих рассказал TMZ, что он увидел Эфрона и почувствовал: «Я никогда не выглядел так хорошо. Однако он выглядит великолепно, должно быть, он очень много работает», а также сообщил, что, хотя Эфрон не говорил с ним о роли, он разговаривал с режиссёром. Маршалл фон Эрих сказал, что его воодушевило присутствие Чаво Герреро в качестве консультанта на съёмочной площадке, чтобы рестлинг на экране выглядел достоверно.
Премьера состоялась на 22 декабря 2023 года. Фильм официально вышел в России 4 января 2024 года.

## Восприятие
На сайте-агрегаторе рецензий Rotten Tomatoes 88 % из 206 отзывов критиков положительные, средняя оценка 7,7/10. В общем мнении сайта говорится следующее: «Мощно сыгранный и глубоко печальный, фильм „Стальная хватка“ оттачивает историю, основанную на фактах, в драму, в которой сострадательное исследование семейных уз так же сильно, как и действия на ринге». Metacritic, который использует средневзвешенную оценку, присвоил фильму 73 балла из 100 на основе 46 критиков, что означает «в целом благоприятные» отзывы.
Ричард Броуди в рецензии для The New Yorker пишет, что фильм «столь же ликующий, сколь и скорбный, а приподнятое настроение от выступлений и достижений неотделимо от цены, которую они требуют». Адам Нейман из The Ringer назвал его «спортивным фильмом с подлинной экзистенциальной тяжестью», а Дэвид Симс из The Atlantic отметил, что «это такой большой, плаксивый, мачо-фильм, каких больше не снимают, сентиментальная баллада, которая должна вызвать много громких всхлипований в кинотеатре». Дэвид Фэр из Rolling Stone отметил, что в фильме с самого начала заложено, что «физическое насилие на ринге будет незначительно по сравнению с психологической бойней, происходящей за его пределами».
Актёрский состав в целом получил одобрительные отзывы прессы. Дэвид Фэр из Rolling Stone пишет об игре Эфрона: «Потерянный, нуждающийся взгляд в его глазах, особенно когда он находится рядом с отцом, делает его похожим на испуганного мальчика, играющего во взрослого… Эфрон проникает в то, что двигало Кевином: дисциплина, любовь и страх. Он — якорь фильма».. О Джереми Уайте Фэр добавил: «„Медведь“ уже убедил многих в том, что Уайт не только чертовски хороший актёр, но и может многое сделать с помощью молчания, пауз, этих глаз и своего рода кипящей душевности. Этот фильм должен убедить оставшихся скептиков, что он настоящий».
В октябре 2023 года Маршалл фон Эрих, сын Кевина, высоко оценил роль Чаво Герреро в качестве консультанта по рестлингу, отметив точность рестлинг-действий фильма и похвалив игру Эфрона. Кевин фон Эрих также положительно отозвался о вкладе Герреро, заявив: «Он проделал огромную работу, стимулируя актёров и подготавливая их. Это намного сложнее, чем кажется на первый взгляд, и они справились». Фон Эрих встретился с Эфроном и одобрил как его игру, так и весь фильм в целом, что, по словам Эфрона, было «самым важным отзывом». Фон Эрих заявил, что его племянница Холли, дочь Керри, была тронута, когда увидела Маккаллани, играющего её покойного дедушку Фрица, на съемочной площадке, но считает, что в фильме Фриц изображён неточно и выглядит «довольно чопорно».
Журналист Дэйв Мельтцер, который жил и работал в Техасе во время событий фильма, высоко оценил игру актёров, но отметил, что сюжет фильма содержит несколько исторических неточностей и изображает многие события в неправильной хронологии. Мельтцер также отметил, что в фильме не удалось правильно изобразить широкую популярность фон Эрихов в период их расцвета. Кроме того, Мельтцер отметил, что некоторые представители рестлинг-сообщества сильно критиковали исключение Криса фон Эриха из фильма, но согласился, что включение Криса сильно бы удлинило продолжительность фильма. Мельтцер осудил игру Аарона Дина Айзенберга в роли Рика Флэра, заявив, что это самый слабый аспект фильма.